# Miami (stacja kolejowa)
Miami – stacja kolejowa w Miami, w stanie Floryda, w Stanach Zjednoczonych. Znajduje się na południowym krańcu dwóch popularnych międzymiastowych tras pociągów Amtrak: Silver Meteor i Silver Star. Stacja znajduje się w hrabstwie Miami-Dade, na granicy Miami i Hialeah, dziesięć km na północny zachód od centrum Miami. Została zbudowana na miejscu dawnych terenów Seaboard Air Line Railroad, do którego przeniósł się w 1977 roku Amtrak, kiedy zrezygnował z pierwotnej stacji na 2210 NW 7th Avenue w Allapattah, dwie mile na północ od centrum.
Amtrak planuje przenieść się do nowej stacji Miami Central Station, która będzie działał jako centrum Amtrak, Tri-Rail i Metrorail. Budowa nowej stacji jest obecnie planowana do realizacji w 2013 roku. Nowa stacja będzie cztery km na zachód od centrum miasta, na wschód od Miami International Airport.